# 会龙镇 (遂宁市)
会龙镇，是中华人民共和国四川省遂宁市安居区下辖的一个乡镇级行政单位。

## 行政区划
会龙镇下辖以下地区：
佐家坝社区、白羊村、粉房村、唱龙村、印合村、青狮村、香林村、六合村、静严村、石桥村、接官厅村、铁炉村、石岩村、花亭村、高屋基村、平桥村、羊子岩村和老鹰村。